# 雪柏鎮戰役
雪柏鎮戰役（英語：Battle of Shepherdstown）是1862年9月19日～20日發生在西維吉尼亞州傑佛遜郡的戰役，馬里蘭會戰以此戰告終。安提頓戰役之後，北軍試圖追擊撤回維吉尼亞州的南軍，但是，因南軍獲得勝利，北軍放棄追擊，在馬里蘭州採取守勢。

## 脚注
1. ↑  McPherson, np.